# (35489) 1998 FE22
1998 FE22 (asteroide 35489) é um asteroide da cintura principal. Possui uma excentricidade de 0.13836310 e uma inclinação de 3.93420º.
Este asteroide foi descoberto no dia 20 de março de 1998 por LINEAR em Socorro.